# Jadson
Jadson Rodrigues da Silva (Londrina, 5 de outubro de 1983) é um ex-futebolista brasileiro que atuava como meio-campista.

## Carreira

### Atlético Paranaense
Foi revelado nas categorias de base do Atlético Paranaense, onde atuou entre 2001 a 2005.

### Shakhtar Donetsk

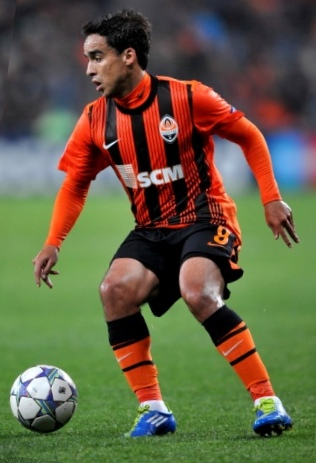
Jadson em ação pelo Shakhtar

Em janeiro de 2005, foi contratado pelo Shakhtar Donetsk. Conquistou inúmeros títulos na equipe ucraniana, ente eles cinco Campeonatos Ucranianos e uma Copa da UEFA, atual Liga Europa. Na única conquista internacional do Shakhtar, a Copa da UEFA de 2008–09, Jadson foi decisivo na final marcando o gol que deu o título para equipe de Donetsk.
No dia 2 de janeiro de 2012, Jadson declarou seu desejo de voltar ao Brasil. No dia 20 de julho de 2010, em uma votação organizada com os torcedores, geralmente ao final do Campeonato Ucraniano, Jadson foi eleito o melhor jogador da temporada 2009–10 com aproximadamente 84% dos votos dos torcedores.

### São Paulo

#### 2012
O meia foi contratado pelo São Paulo no dia 14 de janeiro, por 4,6 milhões de euros (aproximadamente 11 milhões de reais), além de uma parte dos direitos econômicos do volante Wellington. No dia de sua apresentação, Jadson recebeu a camisa 10 de Raí, um dos maiores ídolos do clube.
Estreou pelo Tricolor Paulista no dia 5 de fevereiro, em partida válida pela 4ª rodada do Campeonato Paulista, em jogo que o São Paulo venceu a Ponte Preta por 3–1.
No clássico contra o Corinthians perdeu um pênalti, porém se redimiu marcando seu primeiro gol contra o Bragantino. O jogador terminou o Campeonato Paulista com três gols. Já pelo Campeonato Brasileiro, começou dando várias assistências, além de marcar cinco gols no primeiro turno.
Apesar dos altos e baixos no São Paulo, Jadson se estabilizou ao final da temporada e, com o sucesso do time na Copa Sul-Americana, convertido em título, foi escolhido para a seleção da competição.

#### 2013
Com a saída de Lucas rumo ao Paris Saint-Germain, Jadson acabou escolhido para atuar na função do antigo camisa 7 são-paulino, mais aberto pela direita. Pela imprensa, o 10 tricolor, apesar de deixar claro que não é jogador de tais características, disse que vai tentar se adaptar à nova empreitada.
Mesmo jogando numa nova função, em 19 de janeiro, na estreia são-paulina no Paulistão, Jadson, após boa partida, marcou o último gol da vitória por 2–0 diante do Mirassol, no Morumbi. Começando o ano em alta, o camisa 10 foi exaltado pelo treinador Ney Franco, que, ao término da vitória do time por 5–0 contra o Bolívar, da Bolívia, pela Pré-Libertadores, o escolheu como o "melhor em campo".
No dia 10 de maio, Jadson foi homenageado na calçada da fama do Shakhtar Donetsk. O brasileiro foi o primeiro estrangeiro a receber tal homenagem do clube ucraniano.
"Quando o pessoal do Shakhtar me ligou, fiquei bastante emocionado. Estar presente na calçada da fama e entrar para a história de um clube como esse é para poucos. Me dediquei ao máximo durante sete anos naquele clube e agora estão me retribuindo com essa homenagem" - afirmou Jadson.
Em 22 de julho, diante da má fase do São Paulo, que atingiu a marca histórica de sete derrotas consecutivas, Jadson se disse envergonhado pelo momento, fator que o faz, inclusive, evitar sair de casa.
Em 18 de agosto, no empate são-paulino por 0–0 com o Flamengo, em jogo válido pelo Brasileirão, Jadson perdeu uma chance de ouro de levar o clube à vitória na competição depois de um jejum de quase três meses: aos 43 minutos do segundo tempo, o camisa 10 desperdiçou um pênalti, defendido pelo goleiro Felipe. Mesmo assim, o meia foi blindado pelo treinador Paulo Autuori, que garantiu que o atleta não se abaterá com a falha.
Após a demissão de Autuori, Jadson não teve muitas chances com o novo treinador, Muricy Ramalho. Muricy então, preferiu optar por Ganso para ser o meia de ligação da equipe. Com isso, o camisa 10 começou a frequentar o banco de reservas.
No dia 29 de outubro, diante do Atlético Nacional, pelas quartas de final da Copa Sul-Americana, Jadson anotou um golaço de fora da área encobrindo do goleiro adversário. Após a partida, acabou sendo elogiado pelo técnico Muricy.

### Corinthians

#### 2014

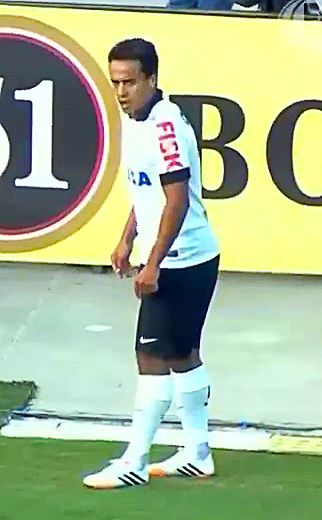
Jadson no Corinthians em 2014

Acertou com o Corinthians no dia 5 de fevereiro. O jogador tinha contrato até o fim de 2014 e assinou com o Timão até o encerramento da temporada 2015. Os vencimentos dele foram custeados pelo clube alvinegro, em troca, Alexandre Pato ficou no São Paulo, emprestado por dois anos.
Em sua estreia pelo alvinegro, no empate por 1–1 contra o rival Palmeiras, Jadson deixou o gramado ovacionado pelos torcedores, quando substituído por Renato Augusto.
| “ | Fico feliz por vestir a 10 do Corinthians, uma camisa de grande peso. Grandes jogadores já usaram o número, como Neto e Rivellino. A torcida pode ter certeza que darei o meu melhor. | ” |

Marcou seu primeiro gol com a camisa alvinegra no dia 19 de fevereiro, na vitória fora de casa contra o Oeste por 2–1.
No dia 5 de março, em partida válida pela 12ª rodada em que o Corinthians venceu por 4–0 o Linense, Jadson foi um dos destaques do Timão em campo marcando dois gols e ajudando em um dos gols, nesses gols um foi de um belo chute de fora da área e um em uma bela cobrança de falta.
Jadson terminou o Paulista como o melhor jogador do time. E mesmo começando o Campeonato Brasileiro como artilheiro do Timão e marcando no dia 1 de junho o primeiro gol corintiano na Arena Corinthians, em um empate 1–1 contra o Botafogo, não conseguiu terminar a temporada como titular, perdendo espaço depois do retorno da Copa do Mundo.

#### 2015
Começou o ano em baixa no Corinthians, quase sendo negociado com o Flamengo e com o Jiangsu Suning, da China. Porém, optou por continuar no clube. Após a saída de alguns jogadores, Jadson assumiu a titularidade e foi um dos destaques na campanha do Hexacampeonato Brasileiro do Corinthians, sendo o líder de assistências da competição.
O meio-campista deixou o Corinthians em dezembro de 2015, rumo ao futebol chinês. No total pelo Timão, disputou 102 jogos e marcou 24 gols.

### Tianjin Quanjian
Logo após sair do Corinthians, assinou por dois anos com o Tianjin Quanjian, da China, por 5 milhões de euros.
Jadson deixou o Tianjin Quanjian na madrugada 16 de janeiro de 2017, quando assinou a sua rescisão de contratual.

### Retorno ao Corinthians
No dia 31 de janeiro de 2017, acertou sua volta ao Corinthians por mais duas temporadas.
Em 15 de novembro, Jadson marcou o gol que definiu a vitória por 3–1 sobre o Fluminense, e consequentemente assegurou ao time paulista o sétimo título do Campeonato Brasileiro.
Marcou seu primeiro hat-trick pelo Timão no dia 17 de maio de 2018, na goleada de 7–2 sobre o Deportivo Lara, da Venezuela, válida pela Libertadores.
Após perder espaço na temporada 2019, em fevereiro de 2020 assinou sua rescisão e deixou o clube.

### Retorno ao Athletico Paranaense
Foi anunciado como reforço do Athletico Paranaense no dia 9 de outubro de 2020, assinando contrato até o final de 2021.
Em 17 de setembro de 2021, o clube rubro-negro informou que Jadson não fazia mais parte dos planos do técnico Paulo Autuori, e que iria treinar separado do elenco. Assim, o meio-campista rescindiu seu contrato e deixou o Athletico Paranaense. No total, Jadson participou de 30 jogos e marcou três gols.

### Avaí
Após o seu afastamento do grupo principal do Athletico Paranaense, o jogador acertou com o Avaí no dia 22 de setembro, assinando por empréstimo até o final da temporada.
Menos de dois meses depois, no dia 18 de novembro, Jadson procurou a diretoria e pediu para não embarcar com o elenco que deixou Florianópolis para a partida contra o Náutico válida pela 37ª rodada da Série B. O meia procurou o executivo Felipe Ximenes e o gerente de futebol Marquinhos, alegando que por conta de problemas pessoais, não poderia viajar com a delegação. No dia 16 de dezembro, Jadson teve seu contrato rescindido e deixou o clube catarinense.

### Vitória
Aos 38 anos, o experiente meio-campista foi anunciado como novo reforço do Vitória no dia 17 de dezembro de 2021.
Pouco mais de quatro meses após desembarcar em Salvador, em maio, Jadson deixou o clube rubro-negro num imbróglio com diferentes versões no processo de rescisão de contrato. No total pelo Vitória, o jogador disputou 12 jogos e marcou dois gols.

### Aposentadoria
No dia 23 de agosto de 2022, Jadson anunciou oficialmente a sua aposentadoria do futebol. Através de uma postagem numa rede social, o ex-jogador agradeceu aos colegas de trabalho e aos familiares.
| “ | Quero agradecer a Deus por tudo que ele me proporcionou nesses 20 anos de estrada! Presidentes, diretores, técnicos, amigos de trabalho que foram importantes nessa caminhada. Sem vocês não teria feito uma bela carreira. | ” |

## Seleção Nacional
Jogando num país distante e pouco falado no seu país natal, Jadson recebeu sua primeira convocação para a Seleção Brasileira no dia 25 de janeiro de 2011, aos 27 anos. Sob o comando do treinador Mano Menezes, foi chamado para um amistoso entre Brasil e França. Apesar do Brasil ter sido derrotado, Jadson entrou aos 15 minutos segundo tempo. Participaria de mais dois amistosos como titular da seleção: contra Escócia e Romênia.
Satisfeito com o desempenho do jogador, Mano Menezes o convocou para a disputa da Copa América do mesmo ano. Foi reserva na primeira partida, contra a Venezuela, onde a seleção teve um fraco desempenho e deu abertura para possíveis mudanças no jogo seguinte. Como era esperado, as mudanças vieram, a Jadson começou como titular contra o Paraguai, em 9 de julho, onde marcou seu primeiro gol pela Seleção.
Em 19 de setembro de 2012, portanto mais de um ano depois da sua última partida pela Seleção, Jadson voltou a campo com a Amarelinha, desta vez contra a Argentina, pelo Superclássico das Américas. O primeiro jogo do embate foi disputado em Goiânia, e o time treinado por Mano Menezes venceu os rivais por 2–1.
No dia 13 de maio de 2013, foi convocado pelo treinador Luiz Felipe Scolari para disputar a Copa das Confederações, defendendo novamente a Seleção Brasileira em um torneio oficial. Apesar de ter entrado em campo apenas poucos minutos na final diante da Espanha, Jadson enalteceu a torcida brasileira rumo ao título da competição. Para o meio-campista: "Em todos os estádios tivemos o prazer de ver o povo brasileiro cantando o hino de uma maneira que não tem como explicar".

#### Jogos pela Seleção Brasileira
Expanda a caixa de informações para conferir todos os jogos deste jogador, pela Seleção Brasileira.
| Jogos pela Seleção Brasileira | Jogos pela Seleção Brasileira | Jogos pela Seleção Brasileira                                     | Jogos pela Seleção Brasileira | Jogos pela Seleção Brasileira | Jogos pela Seleção Brasileira | Jogos pela Seleção Brasileira |
|                               | Data                          | Local                                                             | Resultado                     | Adversário                    | Gols                          | Competição                    |
| ----------------------------- | ----------------------------- | ----------------------------------------------------------------- | ----------------------------- | ----------------------------- | ----------------------------- | ----------------------------- |
| 1.                            | 9 de fevereiro de 2011        | Stade de France, Paris, França                                    | 0–1                           | França                        | 0                             | Amistoso                      |
| 2.                            | 27 de março de 2011           | Emirates Stadium, Londres, Inglaterra                             | 2–0                           | Escócia                       | 0                             | Amistoso                      |
| 3.                            | 7 de junho de 2011            | Pacaembu, São Paulo, Brasil                                       | 1–0                           | Romênia                       | 0                             | Amistoso                      |
| 4.                            | 9 de julho de 2011            | Estádio Mario Kempes, Córdoba, Argentina                          | 2–2                           | Paraguai                      | 1                             | Copa América de 2011          |
| 5.                            | 19 de setembro de 2012        | Estádio Serra Dourada, Goiânia, Brasil                            | 2–1                           | Argentina                     | 0                             | Superclássico das Américas    |
| 6.                            | 6 de abril de 2013            | Estádio Ramón Tahuichi Aguilera, Santa Cruz de la Sierra, Bolívia | 4–0                           | Bolívia                       | 0                             | Amistoso                      |
| 7.                            | 24 de abril de 2013           | Estádio do Mineirão, Belo Horizonte, Brasil                       | 2–2                           | Chile                         | 0                             | Amistoso                      |
| 8.                            | 30 de junho de 2013           | Estádio do Maracanã, Rio de Janeiro, Brasil                       | 3–0                           | Espanha                       | 0                             | Copa das Confederações        |

## Estatísticas
Atualizadas até 8 de dezembro de 2019

### Clubes
| Clube            | Temporada | Campeonato nacional | Campeonato nacional | Copa nacional[a] | Copa nacional[a] | Competições continentais[b] | Competições continentais[b] | Outros torneios[c] | Outros torneios[c] | Total | Total |
| Clube            | Temporada | Jogos               | Gols                | Jogos            | Gols             | Jogos                       | Gols                        | Jogos              | Gols               | Jogos | Gols  |
| ---------------- | --------- | ------------------- | ------------------- | ---------------- | ---------------- | --------------------------- | --------------------------- | ------------------ | ------------------ | ----- | ----- |
| Shakhtar Donetsk |           |                     |                     |                  |                  |                             |                             |                    |                    |       |       |
| 2004–05          | 15        | 6                   | 2                   | 0                | 3                | 0                           | —                           | —                  | 20                 | 6     |       |
| 2005–06          | 22        | 7                   | 1                   | 0                | 6                | 0                           | 2                           | 0                  | 31                 | 7     |       |
| 2006–07          | 22        | 3                   | 5                   | 1                | 12               | 1                           | —                           | —                  | 39                 | 5     |       |
| 2007–08          | 27        | 7                   | 3                   | 2                | 10               | 1                           | —                           | —                  | 40                 | 10    |       |
| 2008–09          | 26        | 1                   | 4                   | 1                | 16               | 9                           | —                           | —                  | 46                 | 11    |       |
| 2009–10          | 26        | 9                   | 4                   | 1                | 13               | 3                           | —                           | —                  | 43                 | 13    |       |
| 2010–11          | 24        | 5                   | 4                   | 1                | 10               | 2                           | —                           | —                  | 38                 | 8     |       |
| 2011–12          | 11        | 3                   | 0                   | 0                | 4                | 1                           | —                           | —                  | 15                 | 4     |       |
| Total            | 173       | 41                  | 23                  | 6                | 74               | 17                          | 2                           | 0                  | 272                | 64    |       |
| São Paulo        |           |                     |                     |                  |                  |                             |                             |                    |                    |       |       |
| 2012             | 35        | 5                   | 7                   | 1                | 10               | 2                           | 17                          | 2                  | 69                 | 10    |       |
| 2013             | 21        | 1                   | —                   | —                | 13               | 5                           | 18                          | 5                  | 52                 | 11    |       |
| 2014             | 0         | 0                   | 0                   | 0                | 0                | 0                           | 1                           | 0                  | 1                  | 0     |       |
| Total            | 56        | 6                   | 7                   | 1                | 23               | 7                           | 36                          | 7                  | 122                | 21    |       |
| Corinthians      |           |                     |                     |                  |                  |                             |                             |                    |                    |       |       |
| 2014             | 30        | 4                   | 5                   | 0                | —                | —                           | 9                           | 4                  | 44                 | 8     |       |
| 2015             | 34        | 13                  | 1                   | 0                | 10               | 2                           | 14                          | 1                  | 59                 | 16    |       |
| 2017             | 29        | 6                   | 4                   | 0                | 4                | 2                           | 11                          | 2                  | 48                 | 10    |       |
| 2018             | 25        | 4                   | 8                   | 2                | 7                | 6                           | 15                          | 3                  | 55                 | 15    |       |
| 2019             | 19        | 0                   | 5                   | 1                | 5                | 0                           | 11                          | 0                  | 40                 | 1     |       |
| Total            | 137       | 27                  | 23                  | 3                | 26               | 10                          | 60                          | 10                 | 245                | 50    |       |
| Tianjin Quanjian |           |                     |                     |                  |                  |                             |                             |                    |                    |       |       |
| 2016             | 29        | 6                   | 1                   | 0                | —                | —                           | 1                           | 0                  | 31                 | 6     |       |
| Total            | 29        | 6                   | 1                   | 0                | —                | —                           | 1                           | 0                  | 31                 | 6     |       |
| Total            | Total     | 391                 | 80                  | 54               | 10               | 122                         | 34                          | 99                 | 17                 | 670   | 141   |

- a. ^ Estão incluídos jogos e gols da Copa Nacional e Supercopa Nacional
- b. ^ Estão incluídos jogos e gols da Copa Libertadores, Copa Sul-Americana, Recopa Sul-Americana, Liga dos Campeões da UEFA, Liga Europa da UEFA e Supercopa da UEFA
- c. ^ Estão incluídos jogos e gols pelo Campeonato Paulista, torneios amistosos e partidas amistosas

### Campeonatos
| Competição                | Partidas | Gols | Média |
| ------------------------- | -------- | ---- | ----- |
| Amistosos[a]              | 22       | 1    | 0,04  |
| Campeonato Brasileiro     | 183      | 33   | 0,18  |
| Campeonato Paulista       | 82       | 16   | 0,19  |
| Campeonato Ucraniano      | 173      | 41   | 0,23  |
| Primeira Liga Chinesa     | 29       | 6    | 0,2   |
| Copa América              | 1        | 1    | 1     |
| Copa da China             | 1        | 0    | 0     |
| Copa das Confederações    | 1        | 0    | 0     |
| Copa da Ucrânia           | 18       | 5    | 0,27  |
| Copa do Brasil            | 26       | 4    | 0,15  |
| Copa Libertadores         | 26       | 12   | 0,46  |
| Copa Sul-Americana        | 20       | 5    | 0,27  |
| Liga dos Campeões da UEFA | 43       | 10   | 0,23  |
| Liga Europa da UEFA       | 30       | 7    | 0,23  |
| Recopa Sul-Americana      | 1        | 0    | 0     |
| Supercopa da Ucrânia      | 5        | 1    | 0,2   |
| Supercopa da UEFA         | 1        | 0    | 0     |
| TOTAL                     | 662      | 142  | 0,21  |

- a. ^ Estão incluídos jogos e gols de amistosos e torneios amistosos, por clubes e Seleção

### Seleção Brasileira
| Ano   | Jogos | Gols |
| ----- | ----- | ---- |
| 2011  | 4     | 1    |
| 2012  | 1     | 0    |
| 2013  | 3     | 0    |
| Total | 8     | 1    |

## Títulos
Atlético Paranaense
- Supercampeonato Paranaense: 2002

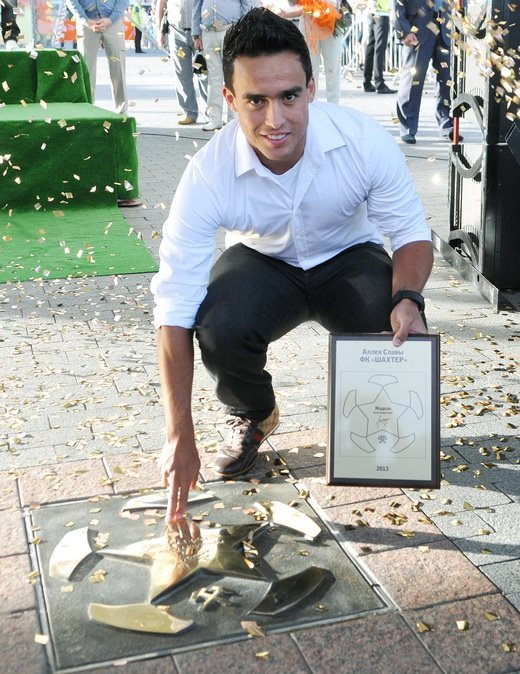
Jadson na calçada da fama do Shakhtar Donetsk

- Copa Sesquicentenário do Paraná: 2003
- Campeonato Paranaense: 2005

Shakhtar Donetsk
- Campeonato Ucraniano: 2004–05, 2005–06 e 2007–08
- Supercopa da Ucrânia: 2005, 2008 e 2010
- Copa da Ucrânia: 2007–08 e 2010–11
- Copa da UEFA: 2008–09

São Paulo
- Copa Sul-Americana: 2012
- Eusébio Cup: 2013

Corinthians
- Campeonato Brasileiro: 2015 e 2017
- Campeonato Paulista: 2017, 2018 e 2019

Tianjin Quanjian
- Primeira Liga Chinesa: 2016

Seleção Brasileira
- Superclássico das Américas: 2012
- Copa das Confederações FIFA: 2013

### Prêmios individuais
| Ano  | Premiação                      | Prêmio              | Time        | Resultado | Ref.   |
| ---- | ------------------------------ | ------------------- | ----------- | --------- | ------ |
| 2013 | Seleção do Campeonato Paulista | Melhor meia-direita | São Paulo   | Venceu    | [ 37 ] |
| 2015 | Prêmio Craque do Brasileirão   | Melhor meia-direita | Corinthians | Venceu    | [ 38 ] |
| 2015 | Bola de Prata                  | Melhor meia-direita | Corinthians | Venceu    | [ 39 ] |
| 2015 | Troféu Armando Nogueira        | Melhor meia-direita | Corinthians | Venceu    | [ 40 ] |
| 2018 | Bola de Ouro da Copa do Brasil | Melhor jogador      | Corinthians | Venceu    | [ 41 ] |

### Honoríficos
- Cidadão Benemérito de Londrina[42]